# Sabatinca ianthina
Sabatinca ianthina là một loài bướm đêm thuộc họ Micropterigidae. Nó được Philpott miêu tả năm 1921. Nó được tìm thấy ở New Zealand.